# Эсбер, Рене
Рене Эсбе́р, полное имя Рене-Жан (фр. René-Jean Hesbert, 22.1.1899, Сорель-Муссель, деп. Эр и Луар — 2.2.1983, Фонтенельское аббатство, деп. Приморская Сена) — французский медиевист, источниковед, филолог и музыковед. Монах бенедиктинского ордена. Один из крупнейших в XX веке исследователей григорианского хорала.

## Биография
Окончив Сорбонну как математик в 1922 году, ушёл из мира в Солемское аббатство, где принял монашеский постриг в 1924 году. В 1929 вошёл в группу учёных «Paléographie Musicale», которой Рим поручил работу по реконструкции григорианского хорала. С 1947 года до своей кончины жил и работал в Фонтенельском аббатстве.
В основу собственного метода, который изложил в предисловии к т. 14 факсимильной серии «Paléographie Musicale», Эсбер положил сравнительный анализ древнейших источников — средневековых рукописей хорала. Именно такой, источниковедческий, подход стал основным для всей научной традиции, связанной с реконструкцией григорианского хорала, вплоть до наших дней.
Наиболее известен как автор критических изданий текстов древнейших градуалов (Antiphonale missarum sextuplex) и антифонариев (Corpus antiphonalium officii, в шести томах). Оба этих издания вошли в золотой фонд католической литургики и музыкальной медиевистики. Эсбер также — главный редактор серии факсимильных изданий и исследований «Monumenta musicae sacrae» (1952–81), автор книг и научных статей по истории григорианского хорала различных региональных традиций.

## Избранные публикации
- Le répons "Tenebrae" dans les liturgies romaine, milanaise et bénéventaine // Revue grégorienne, xix (1934), 4–24, 57–65, 84–9; xx (1935), 1–14, 201–13; xxi (1936), 44–62, 201–13; xxii (1937), 121–36; xxiii (1938), 20–25, 41–54, 83–98, 140–43, 161–70; xxiv (1939), 44–63, 121–39, 161–72;
- L’Antiphonale missarum de l’ancien rite bénéventain // Ephemerides liturgicae, lii (1938), 28–66, 141–58; liii (1939), 168–90; lix (1945), 69–95; lx (1946), 103–41; lxi (1947), 153–210;
- Le problème de la transfixion du Christ dans les traditions biblique, patristique, iconographique, liturgique et musicale. Tournai, 1940;
- Les manuscrits musicaux de Jumièges. Mâcon, 1954;
- Les manuscrits liturgiques de l’église de Rouen // Bulletin philologique et historique (jusqu’à 1715) du Comité des travaux historiques et scientifiques (1955–6), pp.441–83;
- Structures grégoriennes. Paris, 1957;
- L'antiphonaire d'Amalaire, L'antiphonaire de la Curie // Ephemerides liturgicae, xciv (1980), pp.176–94, pp.431–59.
- The Sarum Antiphoner - its sources and influence // Journal of the Plainsong and Mediaeval Music Society 3 (1980), 49-55.